# 1864
Évszázadok: 18. század – 19. század – 20. század
Évtizedek: 1810-es évek – 1820-as évek – 1830-as évek – 1840-es évek – 1850-es évek – 1860-as évek – 1870-es évek – 1880-as évek – 1890-es évek – 1900-as évek – 1910-es évek
Évek: 1859 – 1860 – 1861 – 1862 –  1863 – 1864 – 1865 – 1866 – 1867 – 1868 – 1869

## Események

### Határozott dátumú események
- február 1. – 57 000 fős osztrák és porosz haderő tör át az Eider folyón a dánok uralta Schleswig-Holsteinba.
- március 14. – Sass Flóra és Samuel Baker eljutnak az Albert-tóhoz, melyet Viktória királynő elhunyt férjéről, Albert hercegről neveznek el.[1]
- április 28 – Létrejön Henri Dunant genfi emberbarát kezdeményezésére a genfi konvenció, a háborús sebesültek és betegek védelmére. (A Nemzetközi Vöröskereszt megalapítása.)[2]
- augusztus 5. – Felakasztják a lengyelországi januári felkelés vezetőit.[3]
- szeptember 2. – Az Unió katonái bevonulnak a lángokban álló Atlantába.[4]
- szeptember 14.-szeptember 17. − A Beefsteak Raid: a konföderáció lovassága bravúros portyázás során több mint két és félezer szarvasmarhát köt el az unionista hadseregtől.
- szeptember 15. – Franciaország és Olaszország titkos egyezményt köt a római kérdésben.[2] (Franciaország kötelezettséget vállal, hogy két esztendőn belül kivonul Rómából. A kivonulás előtt hat hónappal az olasz király átteszi székhelyét Torinóból Firenzébe. Az áthelyezés miatt szeptember 21-én lázadás tör ki, amely megbuktatja a Minghetti-kormányt.)
- szeptember 28. – Karl Marx és Friedrich Engels Londonban megalapítja a Nemzetközi Munkás Egyesülést, az I. Internacionálét.[2]
- október 30. – A Bécsi békében IX. Keresztély dán király átengedi Schleswig-Holstein és lauenburgi hercegségeket Ausztriának és Poroszországnak. (A közös porosz-osztrák uralom hamarosan ellentéteket okoz Berlin és Bécs között.)
- november 8. – Abraham Lincolnt újra megválasztják az északiak az USA elnökévé. (Ez évben a déli államok jó része az északiak uralma alá kerül, a déliek mégsem engednek, és elrendelik a 17–50 éves férfiak általános mozgósítását; még a négereket is besorozzák.)

### Határozatlan dátumú események
- február – A déli kongresszus megszavazza, hogy az elnök erőszakkal is végrehajthassa a sorozást. (A két évvel korábbihoz képest új korhatárt jelöltek ki a hadkötelesek számára. Immár a 17 és 50 év közötti férfiakat sorozták be, s a leszerelés előtt állókat további szolgálatra kötelezték.)[4]
- az év folyamán – 
  - A japán hagyományhű párt sorozatos merényleteket szervez az idegenek ellen; a sógun, Japán igazi ura, megakadályozza a külföldi hatalmakkal kötött szerződések végrehajtását. (Ezért a hatalmak egyesült flottája szeptemberben ágyúzza Simonoszeki japán kikötőt. Októberben Tokió ellen intéznek flottatüntetést, kikényszerítik a sógun lemondását és a szerződések végrehajtását. A sógun hívei az új rendszerhez pártolnak.)
  - I. Miksa mexikói császár Bazaine francia tábornok vezetése alatt álló 25 000 főnyi hadserege ellenére sem tudja legyőzni a Juarez-féle köztársasági hadsereget.
  - Az olasz kormány tervet dolgozott ki Magyarország és a dunai hercegségek fellázítására Ausztria ellen. (A forradalom vezére Garibaldi lett volna, akit Klapka György magyar 48-as tábornok kért föl erre. A keleten elfoglalt Ausztriát Olaszország megtámadta volna, hogy visszaszerezze Velencét. Az olaszok nagyobb fegyverszállítmányt küldtek Magyarország részére, amit azonban Cuza román fejedelem lefoglaltatott.)
  - Az oroszok elfoglalják Hasred turkesztáni szent várost. (Az angolok tiltakoznak ez ellen, mert Turkesztánt semleges államnak nyilvánították. Oroszország befejezi Észak-Kaukázus meghódítását.)
  - Az orosz cár a lengyel parasztok tulajdonának nyilvánítja eddigi bérleteiket.
  - Haiti kikiáltja a függetlenséget.
  - Brazília megszállja Uruguayt; Paraguay megtámadja Brazíliát.
  - Megalakul a Pesti Sakk Kör.
  - Megépül a siófoki kikötő, a Balaton egyik legrégibb és legnagyobb állandó hajókikötője, a hajózás egyik központja.[5]
  - Átadják a bristoli Clifton függőhidat, amelyet Isambard Kingdom Brunel tervezett.

## Az év témái

### 1864 az irodalomban
- Megjelenik Jules Verne Utazás a Föld középpontja felé című regénye

### 1864 a tudományban
- augusztus 5. – Giovanni Battista Donati olasz csillagász elsőként figyeli meg egy üstökös (az 1864 II. üstökös) színképét.[6]
- James Clerk Maxwell skót fizikus először mutatja ki az elektromágneses hullámok létezését.[7]

## Születések
- január 26. – Pusztai József író, költő, újságíró († 1934)
- március 14. – Kürschák József matematikus, az MTA tagja, az algebra kiemelkedő tudósa († 1933)
- április 21. – Max Weber szociológus († 1920)
- május 10. – Jantyik Mátyás festőművész († 1903)
- május 11. – Ethel Lilian Voynich író, zeneszerző, aktivista († 1960)
- június 10. – Ferdinandy Gejza jogtudós († 1924)
- június 11. – Richard Strauss, német zeneszerző († 1949)
- június 25. – Walther Hermann Nernst német fizikokémikus († 1941)
- június 28. – Pap Henrik festőművész († 1910)
- július 16. – Tóth János magyar államtitkár, belügyminiszter, felsőházi tag, országgyűlési képviselő († 1929)
- szeptember 8. – Nagy Pál 1922–25 között a Magyar Királyi Honvédség főparancsnoka († 1927)
- szeptember 27. – Andrej Hlinka szlovák pap, politikus († 1938)
- október 11. – Kerpely Kálmán agrármérnök, agrokémikus, növénynemesítő, az MTA tagja († 1940)
- október 15. – Louis Lumière francia kémikus, a filmművészet és a filmgyártás úttörője († 1948)
- november 6. – Kuzsinszky Bálint régész, ókortörténész, az MTA tagja († 1938)
- november 11. – Alfred Hermann Fried osztrák pacifista író, újságíró, a Német Béketársaság társalapítója († 1921)
- november 24. – Henri de Toulouse-Lautrec francia festőművész († 1901)
- december 1. – Carsten Egeberg Borchgrevink norvég-angol származású felfedező, sarkkutató († 1934)
- december 6. – William S. Hart, némafilm sztár († 1946)

## Halálozások
- február 7. – Lieder Friderika hárfás (* 1829)
- március 11. – Farkas Ferenc teológiai doktor, vovadrai címzetes püspök, székesfehérvári nagyprépost, költő (* 1786)
- április 30. – Hajnik Pál, ügyvéd, politikus, 1848-as belügyi tanácsos, majd országos rendőrfőnök (* 1808)
- május 11. – Domby Márton ügyvéd, költő (* 1778)
- május 19. – Nathaniel Hawthorne, amerikai író (* 1804)
- június 11. – Bayer József Ágost, honvéd ezredes, történetíró, katonai szakíró (* 1821)
- június 13. – Henryk Dembiński lengyel gróf, a lengyel szabadságharc altábornagya, az 1848–49-es magyar szabadságharc honvédaltábornagya (* 1791)
- június 14. – Pedro Santana(wd) Dominikai köztársasági politikus, elnök (* 1801)
- július 15. – Anton Csorich, császári és királyi altábornagy, osztrák hadügyminiszter (* 1795)
- július 26. – Fáy András, író, politikus (* 1786)
- augusztus 12. – Sbüll Ferenc magyarországi szlovén költő (* 1825)
- október 5. – Madách Imre, költő, író (* 1823)
- november 9. – Magyar László, magyar utazó, földrajzi író, akadémikus (* 1818)
- november 21. – Beöthy Károly, magyar ügyvéd és Győr megye alügyésze (* 1820)
- november 30. – Cserkuthi József, magyar piarista rendi tanár (* 1816)
- december 1. – Beniczky Emil költő (* 1838)
- december 19. – Pierre-Joseph Proudhon, francia anarchista (* 1809)
- december 21. – Habsburg–Lotaringiai Lajos főherceg német-római császári herceg, osztrák főherceg, magyar és cseh királyi herceg, József nádor öccse, császári-királyi tábornagy, politikus (* 1784)
- december 29. – Dr. Salomon Müller, német zoológus, ornitológus és tudós (* 1804)